# جهاز تنصت (اختلال ضال)
«جهاز تنصت» (بالإنجليزية: Bug)‏ هي الحلقة التاسعة للموسم الرابع من مسلسل إيه إم سي التلفزيوني الدرامي اختلال ضال. كتبها مويرا والي-بيكت وأخرجها تيري ماكدونو، تم بثها على إيه إم سي في 11 سبتمبر 2011.

## وصلات خارجية
- «جهاز تنصت» على إيه إم سي (بالإنجليزية)
- «جهاز تنصت» على قاعدة بيانات الأفلام على الإنترنت (بالإنجليزية)